# استون، باکینگهام‌شر
استون (به انگلیسی: Stone) یک روستا در بریتانیا است که در Stone with Bishopstone and Hartwell واقع شده‌است. استون ۲٬۵۸۷ نفر جمعیت دارد.